# Beeldenpark van het Quadrat Bottrop

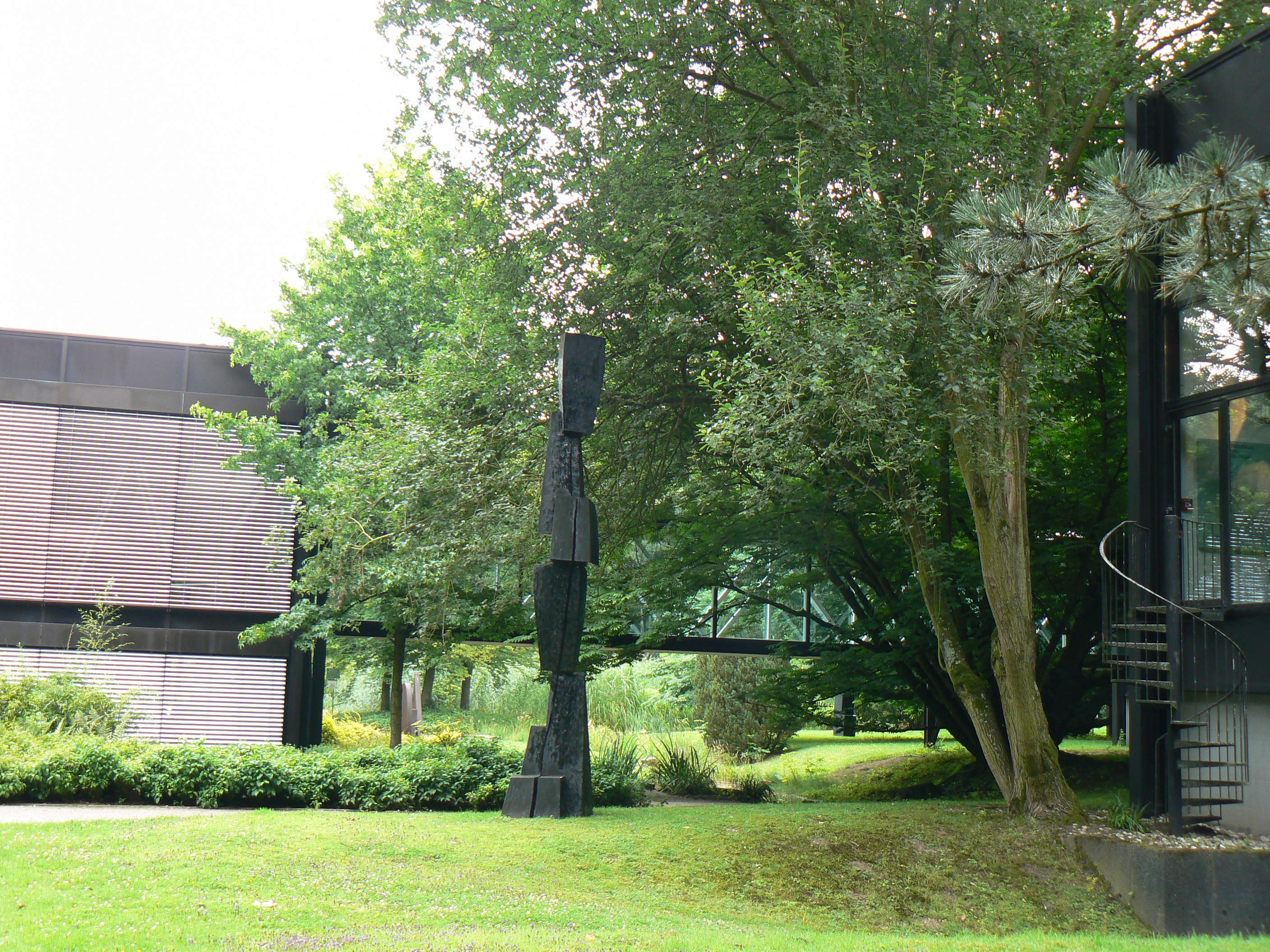
Museum en beeldenpark Quadrat Bottrop

Het Beeldenpark van het Quadrat Bottrop is een onderdeel van het museumcomplex Quadrat Bottrop in het stadspark van Bottrop in de Duitse deelstaat Noordrijn-Westfalen.